# Fußball-Amateurliga Bremen 1960/61
Die Fußball-Amateurliga Bremen 1960/61 war die zwölfte Spielzeit der höchsten Amateurklasse des Bremer Fußball-Verbandes. Meister wurde der Bremer SV, dem auch der Aufstieg in die Oberliga Nord gelang. 

## Abschlusstabelle
| Platz | Verein                | Sp. | Tore  | Punkte |
| ----- | --------------------- | --- | ----- | ------ |
| 1.    | Bremer SV             | 28  | 83:28 | 48:08  |
| 2.    | Werder Bremen Amat.   | 28  | 94:33 | 42:14  |
| 3.    | AGSV Bremen           | 28  | 90:54 | 38:18  |
| 4.    | Blumenthaler SV       | 28  | 58:39 | 36:20  |
| 5.    | Bremen 1860           | 28  | 63:55 | 34:22  |
| 6.    | TuRa Bremen (N)       | 28  | 60:51 | 31:25  |
| 7.    | TSV Wulsdorf          | 28  | 57:67 | 29:27  |
| 8.    | SV Hemelingen (N)     | 28  | 40:53 | 25:31  |
| 9.    | BBV Union             | 28  | 51:58 | 23:33  |
| 10.   | VfB Komet Bremen      | 28  | 37:51 | 22:34  |
| 11.   | SV Grohn              | 28  | 40:61 | 21:35  |
| 12.   | Polizei SV Bremen (M) | 28  | 42:62 | 19:37  |
| 13.   | Bremerhaven 93 Amat.  | 28  | 48:78 | 19:37  |
| 14.   | Eintracht Bremen      | 28  | 37:82 | 17:39  |
| 15.   | SG Oslebshausen       | 28  | 41:69 | 16:40  |

(M) Meister der Vorsaison

(N) Aufsteiger

## Aufstieg
Der Meister Bremer SV spielte in der anschließenden Aufstiegsrunde zur Oberliga Nord in einer Gruppe mit Arminia Hannover, dem Harburger TB und Schleswig 06. In einem Entscheidungsspiel wegen Punktgleichheit besiegte der Bremer SV am 10. Juni 1961 im Hamburger Millerntor-Stadion Arminia Hannover mit 4:1 und stieg in die Oberliga Nord auf.